# Kyle Edmund
Kyle Steven Edmund, född 8 januari 1995, är en brittisk tennisspelare.

## Karriär
I februari 2020 vann Edmund titeln vid New York Open efter att ha besegrat Andreas Seppi i finalen.

## ATP-finaler i kronologisk ordning

### Singel: 2 (2 titlar, 1 andraplats)
| Teckenförklaring                  |
| --------------------------------- |
| Grand Slam turneringar (0–0)      |
| ATP World Tour Finals (0–0)       |
| ATP World Tour Masters 1000 (0–0) |
| ATP World Tour 500 Series (0–0)   |
| ATP World Tour 250 Series (2–1)   |

| Finaler efter underlag |
| ---------------------- |
| Hard court (2–0)       |
| Grus (0–1)             |
| Gräs (0–0)             |

| Resultat | V–F | Datum         | Turnering                     | Kategori   | Underlag       | Motståndare   | Resultat                |
| -------- | --- | ------------- | ----------------------------- | ---------- | -------------- | ------------- | ----------------------- |
| Tvåa     | 0–1 | April 2018    | Grand Prix Hassan II, Marocko | 250 Series | Grus           | Pablo Andújar | 2–6, 2–6                |
| Vinnare  | 1–1 | Oktober 2018  | European Open, Belgien        | 250 Series | Hard court (i) | Gaël Monfils  | 3–6, 7–6(7–2), 7–6(7–4) |
| Vinnare  | 2–1 | Februari 2020 | New York Open, USA            | 250 Series | Hard court (i) | Andreas Seppi | 7–5, 6–1                |

### Dubbel: 1 (1 titel)
| Teckenförklaring                  |
| --------------------------------- |
| Grand Slam turneringar (0–0)      |
| ATP World Tour Finals (0–0)       |
| ATP World Tour Masters 1000 (0–0) |
| ATP World Tour 500 Series (0–0)   |
| ATP World Tour 250 Series (1–0)   |

| Finaler efter underlag |
| ---------------------- |
| Hard court (0–0)       |
| Grus (1–0)             |
| Gräs (0–0)             |

| Resultat | V–F | Datum    | Turnering              | Kategori   | Underlag | Medspelare     | Motståndare                | Resultat |
| -------- | --- | -------- | ---------------------- | ---------- | -------- | -------------- | -------------------------- | -------- |
| Vinnare  | 1–0 | Maj 2018 | Estoril Open, Portugal | 250 Series | Grus     | Cameron Norrie | Wesley Koolhof Artem Sitak | 6–4, 6–2 |